# Смрт господина Голуже
Смрт господина Голуже (слч. Smrť pána Golužu) је југословенски филм снимљен 1982. године. Режирао га је Живко Николић, а сценарио је написао према својој истоименој новели Бранимир Шћепановић.